# Jardim Zoológico de Goiânia
O Parque Zoológico de Goiânia, é um zoológico brasileiro, localizado na cidade de Goiânia, Goiás. Abriga mais 450 aves, mamíferos e répteis de 122 espécies diferentes, tanto da fauna brasileira como exótica. Com cerca de 200.000 m2, é uma das principais áreas verdes da cidade. Além de dedicar o espaço ao cuidado de animais silvestres e à atividades de educação ambiental, o Parque Zoológico de Goiânia também é um local de atividades de lazer e cultura, recebendo anualmente mais de 400.000 visitantes por ano. É uma instituição pública, gerida pela Prefeitura Municipal de Goiânia.

## Histórico
A historia do Zoo é quase tão antiga quanto a própria história de Goiânia. A área do atual Parque Zoológico de Goiânia foi doada pelo fazendeiro Urias Magalhães em 1933, ainda no início da construção de Goiânia. A doação da área, intermediada pelo governador Pedro Ludovico Teixeira, tinha como objetivo criar um ponto de ligação entre a nova capital que surgia e Campinas (hoje, um bairro de Goiânia). Desta forma, ainda no início dos anos de 1940, o espaço foi destinado à construção do Lago das Rosas como um local de recreação e lazer . Parte da área era utilizada para a plantação de hortaliças (daí a denominação de “Horto”) que abasteciam hospitais da cidade, entre eles a Santa Casa. Em 1953, Saturnino Maciel de Carvalho, o responsável pelo “Horto”, conheceu o professor e ornitólogo José Hidasi, que doou alguns animais para o local, transformando-o em um mini zoológico. A partir de então, a tradição de visitar o parque foi iniciada. Os visitantes levavam seus filhos para conhecer os animais abrigados embaixo das árvores do Horto. A partir daí, Saturnino Carvalho acampou a ideia de criar um jardim zoológico para a cidade. A ideia teve o apoio do governador Pedro Ludovico, e em 1956 o Parque Zoológico de Goiânia foi oficialmente fundado. 

## Animais sob cuidados do Zoo
O Parque Zoológico de Goiânia é responsável pelos cuidados de 122 espécies de aves, mamíferos e répteis. Dentre elas, 92 são representantes da fauna brasileira e 30 são exóticas, cuja distribuição geográfica natural engloba áreas de todos os continentes. Outro dado relevante é o número de espécies ameaçadas de extinção: arara azul, ararajuba, papagaio de peito roxo, macaco aranha da cara preta, onça pintada, siamang, macaco cuxiú e tigre são alguns exemplos das espécies que estão sob os cuidados do Zoo de Goiânia e apresentam algum nível de ameaça de extinção. A gestão do Zoo também empreende esforços para abrigar animais vindos do CETAS (Centro de Triagem de Animais Silvestres) do IBAMA. Tal ação possibilita aos animais acolhidos melhores condições de vida, haja vista que muitos deles, por serem oriundos de resgate ou apreensão por posse ilegal, não têm condições de retornar à natureza.

## Educação Ambiental
As atividades de Educação Ambiental realizadas no Zoológico tem por objetivo desenvolver práticas pedagógicas de forma integrada, contínua e permanente, destinada ao público visitante, enfocando a sustentabilidade, a igualdade, a solidariedade, o respeito a todas as formas de vida e a preservação e conservação ambiental. Tais atividades são desenvolvidas no Zoo por meio da parceria com a Secretaria Municipal de Educação de Goiânia, que disponibiliza uma equipe multidisciplinar de profissionais para atendimentos agendados. Anualmente cerca de 50.000 alunos de instituições de ensino, bem como grupos organizados são atendidos pela equipe.
1. ↑  QUEIROZ, Aldair da Silva. Lago das Rosas- uma abordagem histórica-imagética do patrimônio cultural na perspectiva website. Dissertação de mestrado (Mestrado profissional em gestão do patrimônio cultural). Universidade Católica de Goiás- UCG, 2007.